# Neringa Karosaitė
Neringa Karosaitė (* 13. Februar 1980) ist eine litauische Badmintonspielerin. 

## Karriere
Neringa Karosaitė siegte 1993 erstmals bei den nationalen Juniorenmeisterschaften. Acht weitere Titel folgten bis 1999. Bereits 1997 war sie erstmals bei den Erwachsenen erfolgreich. Bei den baltischen Badmintonmeisterschaften siegte sie 1998. 2000 gewann sie die Lithuanian International, 2001 nahm sie an den Badminton-Weltmeisterschaften teil.

## Sportliche Erfolge
| Saison | Veranstaltung                    | Disziplin   | Platz | Name                                     |
| ------ | -------------------------------- | ----------- | ----- | ---------------------------------------- |
| 1993   | Litauen: Juniorenmeisterschaften | Damendoppel | 1     | Indre Ivanauskaite / Neringa Karosaitė   |
| 1994   | Litauen: Juniorenmeisterschaften | Damendoppel | 1     | Alina Tičkutė / Neringa Karosaitė        |
| 1995   | Litauen: Juniorenmeisterschaften | Dameneinzel | 1     | Neringa Karosaitė                        |
| 1995   | Litauen: Juniorenmeisterschaften | Damendoppel | 1     | Indre Ivanauskaite / Neringa Karosaitė   |
| 1996   | Litauen: Juniorenmeisterschaften | Dameneinzel | 1     | Neringa Karosaitė                        |
| 1996   | Litauen: Juniorenmeisterschaften | Damendoppel | 1     | Indre Ivanauskaite / Neringa Karosaitė   |
| 1997   | Litauen: Juniorenmeisterschaften | Dameneinzel | 1     | Neringa Karosaitė                        |
| 1997   | Litauen: Juniorenmeisterschaften | Damendoppel | 1     | Indre Ivanauskaite / Neringa Karosaitė   |
| 1997   | Litauen: Einzelmeisterschaften   | Damendoppel | 1     | Neringa Karosaitė / Aina Kravtienė       |
| 1998   | Baltic Championships             | Mixed       | 1     | Aivaras Kvedarauskas / Neringa Karosaitė |
| 1998   | Baltic U19 Championships         | Dameneinzel | 1     | Neringa Karosaitė                        |
| 1998   | Baltic U19 Championships         | Mixed       | 1     | Dainius Mikalauskas / Neringa Karosaitė  |
| 1998   | Litauen: Einzelmeisterschaften   | Dameneinzel | 1     | Neringa Karosaitė                        |
| 1999   | Litauen: Juniorenmeisterschaften | Dameneinzel | 1     | Neringa Karosaitė                        |
| 1999   | Litauen: Juniorenmeisterschaften | Mixed       | 1     | Domantas Karpas / Neringa Karosaitė      |
| 2000   | Litauen: Einzelmeisterschaften   | Damendoppel | 1     | Kristina Dovidaitytė / Neringa Karosaitė |
| 2001   | Litauen: Einzelmeisterschaften   | Damendoppel | 1     | Kristina Dovidaitytė / Neringa Karosaitė |
| 2001   | Litauen: Einzelmeisterschaften   | Dameneinzel | 1     | Neringa Karosaitė                        |
| 2001   | Lithuanian International         | Damendoppel | 1     | Neringa Karosaitė / Erika Milikauskaitė  |
| 2001   | Weltmeisterschaft                | Mixed       | 33    | Donatas Narvilas / Neringa Karosaitė     |
| 2002   | Litauen: Einzelmeisterschaften   | Damendoppel | 1     | Kristina Dovidaitytė / Neringa Karosaitė |

## Referenzen
- Neringa Karosaitė beim Badminton-Weltverband

| Personendaten    | Personendaten                 |
| ---------------- | ----------------------------- |
| NAME             | Karosaitė, Neringa            |
| KURZBESCHREIBUNG | litauische Badmintonspielerin |
| GEBURTSDATUM     | 13. Februar 1980              |